# De zilveren traan
De zilveren traan is het 193ste stripverhaal van Jommeke. De reeks wordt getekend door striptekenaar Jef Nys.Scenarist is Jan Ruysbergh.

## Verhaal
Het verhaal begint wanneer Gravin van Stiepelteen een groot cadeau krijgt en blijkt dat in het cadeau haar goede vriendin Gigiola Vrinquetti verstopt zit. Ze komt met de vraag of de Gravin haar wil helpen zoeken naar de Zilveren Traan. Want de gemene Monalita da Vinci zoekt ook naar de Zilveren Traan. Wie uiteindelijk de Zilveren Traan vindt, wordt directrice van het weeshuis. Ze weet dat Monalita da Vinci slechte bedoelingen heeft met het weeshuis. Later roepen ze ook de hulp in van Jommeke en zijn vrienden. Ze reizen samen met de vliegende bol richting Italië. Aangekomen krijgen Monalita da Vinci en Gigiola Vrinquetti van de burgemeester een enveloppe waar aanwijzingen op staan. De zoektocht kan voor beiden beginnen, wie zal als eerste de Zilveren Traan vinden? Jommeke en zijn vrienden vinden al vlug wat aanwijzingen. Monalita da Vinci probeert daar een stokje voor te steken, maar dat lukt niet. Na enige tijd vinden onze vrienden in een standbeeld een papiertje, dit geeft weer enkele aanwijzingen. Vervolgens vinden ze een naald die de weg zal wijzen naar de Zilveren Traan. Uiteindelijk vinden ze dan ook als eerste de Zilveren Traan. Tot slot worden de schurken ingerekend en Gigiola Vrinquetti wordt de nieuwe directrice. Wat de Zilveren Traan betreft, die krijgt een speciaal plaatsje in het weeshuis.

## Achtergronden bij het verhaal
- Eerder kwam de Italiaanse gravin, Gigiola Vrinquetti voor in album 165.